# Abierto Mexicano Telcel 2007
Abierto Mexicano Telcel 2007 — тенісний турнір, що проходив на відкритих кортах з ґрунтовим покриттям Fairmont Acapulco Princess в Акапулько (Мексика). Це був 14-й за ліком Abierto Mexicano TELCEL серед чоловіків і 7-й - серед жінок. Належав до серії International Gold в рамках Туру ATP 2007, а також до серії Tier III в рамках Туру WTA 2007. Тривав з 26 лютого до 3 березня 2007 року.

## Фінальна частина

### Одиночний розряд, чоловіки
Хуан Ігнасіо Чела —  Карлос Моя, 6–3, 7–6(7–2)
- Для Чели це був 1-й титул за рік і 4-й - за кар'єру.

### Одиночний розряд, жінки
Емілі Луа —  Флавія Пеннетта, 7–6(7–0), 6–4
- Для Луа це був 1-й титул за рік, і 3-й - за кар'єру.

### Парний розряд, чоловіки
Потіто Стараче /  Мартін Вассальйо Аргуельйо —  Лукаш Длуги /  Павел Візнер, 6–0, 6–2

### Парний розряд, жінки
Лурдес Домінгес Ліно /  Аранча Парра Сантонха —  Емілі Луа /  Ніколь Пратт, 6–3, 6–3